# 矫正中
矫正中（1950年7月—），男，吉林省吉林市人，中华人民共和国政治人物。

## 生平
1997年，担任吉林省财政厅厅长。2002年，担任吉林省人民政府秘书长。2003年，升任吉林省副省长。2004年，兼任中共吉林市委副书记、代市长、吉林市委书记。2008年，改任东北证券董事长。